# Swartkrans
Swartkrans (afrikaans: „schwarzer Hügel“, eine Anspielung auf das dort vorkommende dunkle, manganhaltige Gestein) ist eine Farm und archäologische Fundstelle in Südafrika, etwa 30 km von Johannesburg entfernt. Der Ort ist bekannt für seinen Reichtum an archäologischen Funden, speziell wegen der Fossilien von frühen Vorfahren der Gattung Homo. Er wurde 1968 von der Universität Witwatersrand aufgekauft.

## Funde
Die Paläontologen Robert Broom und John T. Robinson haben in Swartkrans ab 1948 die Fossilienfundstätte erforscht, und – nach Brooms Tod – hat Robinson noch bis 1953 federführend weitergegraben. 1965 hat Charles Kimberlin Brain die Grabungsarbeiten wiederaufgenommen. Um das Jahr 2010 waren mehr als 400 hominine Fossilien von rund 150 Individuen entdeckt.
Im Kalkstein von Swartkrans, der ab den 1930er-Jahren auch kommerziell abgebaut wurde, kamen im November 1948 als erstes Fossilien der damals so genannten Art „Paranthropus crassidens“ zutage, die heute Paranthropus robustus zugeordnet werden (Sammlungsnummer SK 2 bis SK 6). Im April 1949 wurde das Fossil SK 15 geborgen, ein Unterkiefer mit mehreren erhaltenen Zähnen, der zunächst als „Telanthropus capensis“ bezeichnet, später zum frühen Homo erectus (= Homo ergaster) gestellt wurde, jedoch laut einer 2022 publizierten Studie eher mit den „Nussknackermenschen“ (Paranthropus) verwandt zu sein scheint; vorgeschlagen wurde daher 2025 die Bezeichnung „Paranthropus capensis“ für diesen Unterkiefer.
Das Alter der Funde von Paranthropus und von Steinwerkzeugen vom Typ Oldowan aus der gleichen Fundschicht wurde im Jahr 2021 auf 2,22 ± 0,09 Millionen Jahre datiert. Dieser Datierung zufolge handelt es sich um die ältesten derartigen Funde aus Südafrika. Das Fossil SK 15 ist ca. 1,5 bis 1,0 Millionen Jahre alt. 2,0 bis 1,5 Millionen Jahre alt ist zudem das Fossil SK 27, ein teilweise erhaltener und bezahnter Schädel, der der Gattung Homo (möglicherweise Homo habilis) zuzuschreiben ist.
Der Gebrauch von Feuer wurde in Swartkrans auf bis 1 Million Jahre vor heute datiert und wird als zweitältester bekannter Nachweis für die Nutzung des Feuers in der Welt angesehen. Aus Member 3 stammen 59.488 Knochenreste, davon sind 270 verbrannt. Charles Kimberlin Brain geht davon aus, dass das Feuer noch nicht absichtsvoll erzeugt wurde, sondern dass brennende Holzstücke von Buschbränden gesammelt wurden. Aus der unteren Schicht von Member 1 stammen drei verbrannte Knochen (unter 153.781 Knochenfunden insgesamt), hier geht Brain von Grasbränden aus, die auch die Höhle erreichten.
Aus Swartkrans stammen auch eine Reihe von Knochenwerkzeugen (Member 1-3).

## Weltkulturerbe
Swartkrans ist seit 1999 UNESCO-Weltkulturerbe und wird, wie andere Fundstätten, als „Cradle of Humankind“ (Wiege der Menschheit) bezeichnet.

## Belege
1. ↑  Eintrag Swartkrans in: Bernard Wood (Hrsg.): Wiley-Blackwell Encyclopedia of Human Evolution. 2 Bände. Wiley-Blackwell, Chichester u. a. 2011, ISBN 978-1-4051-5510-6.
2. ↑  Clément Zanolli et al.: Dental data challenge the ubiquitous presence of Homo in the Cradle of Humankind. In: PNAS. Band 119, Nr. 28, 2022, e2111212119, doi:10.1073/pnas.2111212119.
 Unsere vielfältigen Vorfahren. Auf: idw-online.de vom 5. Juli. 2022.
3. ↑  Clément Zanolli et al.: Taxonomic revision of the SK 15 mandible based on bone and tooth structural organization. In: Journal of Human Evolution. Band 200, 2025, 103634, doi:10.1016/j.jhevol.2024.103634.
4. ↑  Kathleen Kuman et al.: A new absolute date from Swartkrans Cave for the oldest occurrences of Paranthropus robustus and Oldowan stone tools in South Africa. In: Journal of Human Evolution. Band 156, 2021, 103000, doi:10.1016/j.jhevol.2021.103000.
5. ↑  Eintrag SK 15 in: Bernard Wood (Hrsg.): Wiley-Blackwell Encyclopedia of Human Evolution. 2 Bände. Wiley-Blackwell, Chichester u. a. 2011, ISBN 978-1-4051-5510-6.
6. ↑  Clément Zanolli et al.: Dental data challenge the ubiquitous presence of Homo in the Cradle of Humankind...
7. ↑  Eintrag SK 27 in: Bernard Wood (Hrsg.): Wiley-Blackwell Encyclopedia of Human Evolution. 2 Bände. Wiley-Blackwell, Chichester u. a. 2011, ISBN 978-1-4051-5510-6.
8. ↑  Charles Kimberlin Brain: Fifty years of fun with Fossils. In: Travis R. Pickering et al.: Breathing live into Fossils: Taphonomic studies in Honour of C.K. (Bob) Brain. The Stone Age Institute Press Publication Series, Gosport 2007, S. 18. ISBN 978-0-9792276-1-5.
9. ↑  Charles Kimberlin Brain: Fifty years of fun with Fossils. In: Travis R. Pickering et al.: Breathing live into Fossils..., S. 13.

Koordinaten: 25° 55′ 45″ S, 27° 47′ 20″ O